# Гоув, Маргерит
Маргерит Гоув (англ. Marguerite Gove, имя при рождении — Дэйзи Пэннил; 1877, Сан-Франциско, Калифорния — 1 ноября 1969) — американская суфражистка, журналистка и писательница, автор рассказов. Также работала в киноиндустрии.
В первом браке она носила фамилию Блоджетт. После развода сменила имя на Маргарет, затем на Маргерит. Изначально её рассказы публиковались под псевдонимом Сидни Пул Сэндис.

## Биография
Маргерит Гоув родилась под именем Дэйзи Пэннил в феврале 1877 года в Сан-Франциско, США. Она была пятым ребёнком Уолтера Пэннила (1841–1913) и журналистки Кэрри Рид Дженкинс (1848–1895). Она регулярно писала для светских страниц газет Сент-Луиса и Милуоки. 1 октября 1903 года она вышла замуж за Генри У. Блоджетта (1876–1959), окружного прокурора США в Сент-Луисе. В 1911 году ей дали развод, после чего она переехала к сестре в Милуоки и сменила имя на Маргарет, а затем на Маргерит. Работая в журналах в Милуоки, она познакомилась с Джорджем Р. Гоувом (1881–1970), личным секретарём Уолтера Л. Фишера, министра внутренних дел США. Она вышла замуж за Гоува, и пара поселилась в Вашингтоне, округ Колумбия.
В Вашингтоне Маргерит регулярно посещала мероприятия по борьбе за избирательные права и выступала за права женщин. Она участвовала в планировании шествия за женское избирательное право 1913 года в качестве заместителя председателя комитета по гостеприимству. Впоследствии супруги Гоув переехали в Нью-Йорк и прожили там всю оставшуюся жизнь. В 1920-х годах она начала работать в киноиндустрии и стала редактором сценариев в нью-йоркской студии Bray Studios. Её муж стал директором Жилищной комиссии штата Нью-Йорк и исполнительным главой Жилищного совета штата Нью-Йорк в 1920-х и 1930-х годах.
Маргерит сняла серию образовательных фильмов вместе с Орой Картер Колтон. Она писала рассказы, первоначально под псевдонимом Сидни Пул Сэндис, а также создала сюжет для фильма 1924 года «Одолжите мне вашего мужа» Кристи Кэбэнна с Дорис Кеньон и Дэвидом Пауэллом в главных ролях.
Гоув умерла 1 ноября 1969 года.